# Кимвал

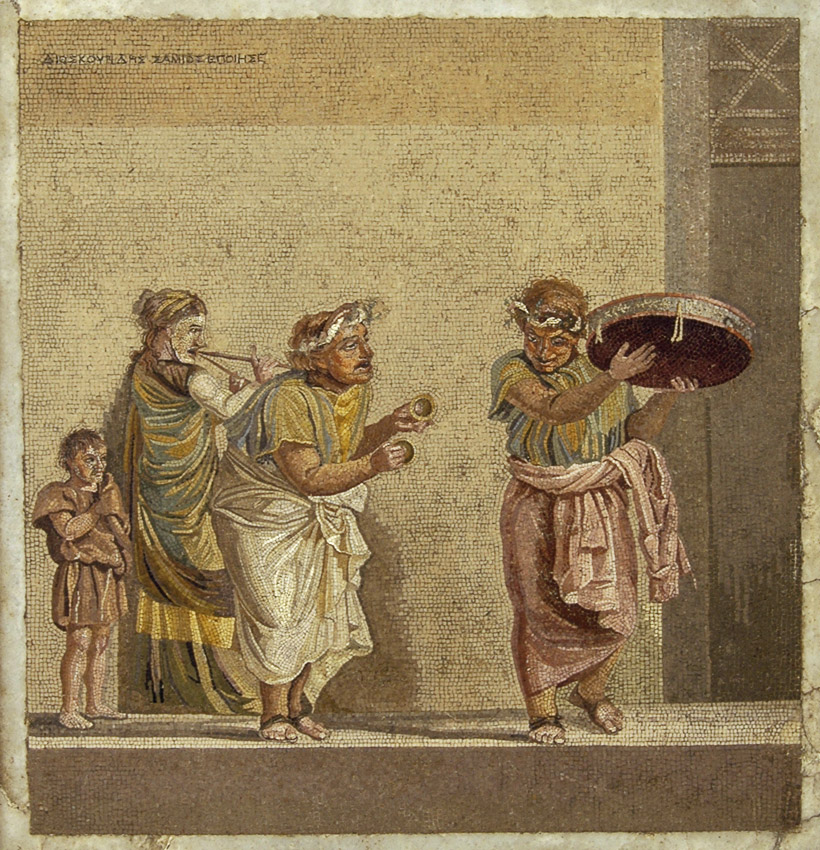
Мозаїка з Помпей (т. зв. Вілла Цицерона). 150—125 рр. до н. е. Національний археологічний музей Неаполя. Фото С. І. Сосновського. Музиканти (справа наліво) грають на бубні, кимвалах, жінка на подвійному авлосі.

Кимва́л або кимва́ли (грец. κύμβαλον, множина κύμβαλα) — старовинний ударний музичний інструмент; являв собою дві порожні металеві (переважно мідні) півкулі, що, вдаряючись одна об одну, голосно дзвеніли. В удосконаленому вигляді кимвали прийшли до сучасного симфонічного оркестру в українській термінології під назвою «тарілки», в англійській, однак, зберігаючи первісну назву — англ. cymbals.

## Кимвал як символ пустослів'я
Одна з перших і найвідоміших згадок про кимвал є у Першому посланні апостола Павла до Коринтян:
«Якби я говорив мовами людськими й ангельськими, але не мав любови, я був би немов мідь бреняча або кимвал звучний» (1 Кор. 13:1, переклад І. Хоменка). У перекладі І. Огієнка кимвал не згадується: «Коли я говорю мовами людськими й ангольськими, та любови не маю, то став я як мідь та дзвінка або бубон гудячий!».